# Kvalspelet till europamästerskapet i volleyboll för damer 2005
Kvalspelet till europamästerskapet i volleyboll för damer 2005 spelades 18 maj 2004 till 15 juni 2005. I kvalet deltog 25 landslag från CEV:s medlemsförbund, varav sju kvalificerade sig för mästerskapet. Kvalet genomfördes i två kategorier, där bara lagen in den främsta kategorin hade möjlighet att kvalificera sig för mästerskapet. I bägge kategorierna var lagen uppdelade i tre grupper om fyra (eller i ett fall fem) lag.

## Direktkvalificerade
Värdlandet för europamästerskapet samt de fyra främsta lagen från EM 2003 var direktkvalificerade:
- Kroatien
- Polen
- Turkiet
- Tyskland
- Nederländerna

## Kategori A[4]

### Grupp 1
Matcher spelades hemma/borta
| Pos. | Landslag | Matcher | Matcher | Matcher | Set | Set | Bollpoäng | Bollpoäng | +/− | Poäng |
| Pos. | Landslag | S       | V       | F       | V   | F   | V         | F         | +/− | Poäng |
| ---- | -------- | ------- | ------- | ------- | --- | --- | --------- | --------- | --- | ----- |
| 1.   | Spanien  | 6       | 4       | 2       | 13  | 7   | 461       | 448       | +13 | 10    |
| 2.   | Rumänien | 6       | 4       | 2       | 12  | 7   | 424       | 387       | +37 | 10    |
| 3.   | Ryssland | 6       | 4       | 2       | 13  | 8   | 489       | 442       | +47 | 10    |
| 4.   | Grekland | 6       | 0       | 6       | 2   | 18  | 398       | 495       | −97 | 6     |

### Grupp 2
Spelplatser: Prievidza, Slovakien och Baku, Azerbajdzjan
| Pos. | Landslag     | Matcher | Matcher | Matcher | Set | Set | Bollpoäng | Bollpoäng | +/−  | Poäng |
| Pos. | Landslag     | S       | V       | F       | V   | F   | V         | F         | +/−  | Poäng |
| ---- | ------------ | ------- | ------- | ------- | --- | --- | --------- | --------- | ---- | ----- |
| 1.   | Italien      | 6       | 5       | 1       | 15  | 7   | 518       | 464       | +54  | 11    |
| 2.   | Azerbajdzjan | 6       | 4       | 2       | 14  | 9   | 539       | 497       | +42  | 10    |
| 3.   | Ukraina      | 6       | 3       | 3       | 13  | 10  | 523       | 496       | +27  | 9     |
| 4.   | Slovakien    | 6       | 0       | 6       | 2   | 18  | 380       | 503       | −123 | 6     |

### Grupp 3
Spelplatser: Hasselt, Belgien och Brno, Tjeckien
| Pos. | Landslag               | Matcher | Matcher | Matcher | Set | Set | Bollpoäng | Bollpoäng | +/− | Poäng |
| Pos. | Landslag               | S       | V       | F       | V   | F   | V         | F         | +/− | Poäng |
| ---- | ---------------------- | ------- | ------- | ------- | --- | --- | --------- | --------- | --- | ----- |
| 1.   | Serbien och Montenegro | 6       | 4       | 2       | 16  | 11  | 567       | 557       | +10 | 10    |
| 2.   | Bulgarien              | 6       | 3       | 3       | 11  | 13  | 510       | 519       | −9  | 9     |
| 3.   | Tjeckien               | 6       | 3       | 3       | 10  | 14  | 510       | 530       | −20 | 9     |
| 4.   | Belgien                | 6       | 2       | 4       | 14  | 13  | 581       | 562       | +19 | 8     |

## Kategori B[5]

### Grupp 1
Spelplatser: Baranoviči, Belarus och Horsens, Danmark
| Pos. | Landslag | Matcher | Matcher | Matcher | Set | Set | Bollpoäng | Bollpoäng | +/−  | Poäng |
| Pos. | Landslag | S       | V       | F       | V   | F   | V         | F         | +/−  | Poäng |
| ---- | -------- | ------- | ------- | ------- | --- | --- | --------- | --------- | ---- | ----- |
| 1.   | Belarus  | 6       | 6       | 0       | 18  | 1   | 473       | 351       | +122 | 12    |
| 2.   | Ungern   | 6       | 4       | 2       | 12  | 7   | 442       | 365       | +77  | 10    |
| 3.   | Portugal | 6       | 2       | 4       | 6   | 13  | 373       | 448       | −75  | 8     |
| 4.   | Danmark  | 6       | 0       | 6       | 3   | 18  | 389       | 513       | −124 | 6     |

### Grupp 2
Spelplatser: Lyon, Frankrike och Seinäjoki, Finland
| Pos. | Landslag  | Matcher | Matcher | Matcher | Set | Set | Bollpoäng | Bollpoäng | +/−  | Poäng |
| Pos. | Landslag  | S       | V       | F       | V   | F   | V         | F         | +/−  | Poäng |
| ---- | --------- | ------- | ------- | ------- | --- | --- | --------- | --------- | ---- | ----- |
| 1.   | Frankrike | 6       | 6       | 0       | 18  | 3   | 512       | 385       | +127 | 12    |
| 2.   | Lettland  | 6       | 3       | 3       | 11  | 9   | 446       | 413       | +33  | 9     |
| 3.   | Finland   | 6       | 3       | 3       | 10  | 10  | 426       | 430       | −4   | 9     |
| 4.   | Österrike | 6       | 0       | 6       | 1   | 18  | 322       | 478       | −156 | 6     |

### Grupp 3
Matcher spelades hemma/borta
| Pos. | Landslag  | Matcher | Matcher | Matcher | Set | Set | Bollpoäng | Bollpoäng | +/−  | Poäng |
| Pos. | Landslag  | S       | V       | F       | V   | F   | V         | F         | +/−  | Poäng |
| ---- | --------- | ------- | ------- | ------- | --- | --- | --------- | --------- | ---- | ----- |
| 1.   | Slovenien | 8       | 8       | 0       | 24  | 2   | 648       | 457       | +191 | 16    |
| 2.   | Kroatien  | 8       | 6       | 2       | 19  | 8   | 651       | 529       | +122 | 14    |
| 3.   | Sverige   | 8       | 4       | 4       | 14  | 17  | 632       | 619       | +13  | 12    |
| 4.   | Moldavien | 8       | 1       | 7       | 7   | 21  | 538       | 641       | −103 | 9     |
| 5.   | Georgien  | 8       | 1       | 7       | 5   | 21  | 396       | 619       | −223 | 8     |

- 1: Den sista matchen i Sverige mellan Sverige och Georgien spelades inte.
- 2: Kroatien deltog i gruppspelet även om det redan var kvalificerat för EM:et som arrangör.